# Gianluca Tagliazucchi
Gianluca Tagliazucchi (* 5. Februar 1968 in Loano) ist ein italienischer Jazzmusiker (Piano, Arrangement, Komposition).

## Leben und Wirken
Tagliazucchi begann im Alter von sechs Jahren mit klassischem Klavierunterricht. Seine Jazzausbildung ist im Wesentlichen autodidaktisch. Er studierte Arrangement für Jazzorchester bei Cesare Marchini. Seit 1985 ist er in der Jazzszene aktiv, gibt Konzerte, unterrichtet und arrangiert für Big Bands und kleinere Formationen.
1991 besuchte er in Siena Seminare für Jazzmusik unter der Leitung von Enrico Pieranunzi und Stefano Battaglia; im selben Jahr konnte er mit einem Stipendium des amerikanischen Pianisten Mal Waldron am Seminar Spazio Musica partizipieren. 1994 erhielt er von George Cables und Jack McDuff ein Stipendium für das Seminar We Love Jazz. 1995 nahm er an einem Klavier-Meisterkurs bei James Williams teil. 1998 erteilte ihm in New York Barry Harris Unterricht im Ensemble-Spiel.
Von 1996 bis 2001 arbeitete Tagliazucchi als Pianist und Arrangeur mit den Chören Vivavoce und Novo Grupo Vocal in Florenz unter der Leitung von Stefania Scarinzi zusammen, für die er zahlreiche Arrangements schrieb. Seit 1997 ist er als Pianist und Arrangeur für die Bansigu Big Band – Genua Jazz Orchestra tätig, deren musikalischer Leiter er zwischen 2003 und 2005 war. Weiterhin arbeitete er als Arrangeur für die Conte Big Band. Zwischen 2001 und 2004 war er zudem Mitglied der Genova Jazz Band. Er gehört zum Hard Bop New Project von Tullio De Piscopo.
Tagliazucchi arbeitete als Pianist zudem mit dem Verona Improvisers Orchestra in deren Projekt Italien Songs for Modern Bigband, für das er auch Originalarrangements verfasste. Er hat an verschiedenen Festivals teilgenommen, darunter dem Montreux Jazz Festival. Auch arbeitete er mit Musikern wie Harold Land, Tom Harrell, Charlie Mariano, Jimmy Owens, Bill Watrous, Sheila Jordan, Cameron Brown, Eliot Zigmund, Albert Heath, Paul Jeffrey, Valery Ponomarev, Dusko Goykovich, Sangoma Everett, Gianni Basso, Franco Cerri oder Gianluigi Trovesi. Er schrieb das Lehrbuch Armonica Jazz practica.
Tagliazucchi war Gewinner der Arrangier- und Kompositionswettbewerbe von Sassari (1998) und Barga Jazz (2003).

## Diskographische Hinweise
- Tiziana Ghiglioni: My Essential Duke (Philology 1998)
- Bansigu Big Band: Now We Can (Splasc(h) 2001)
- Conte Big Band: Wave (Estra Music Publishing 2002)
- Bansigu Big Band: With Lee Konitz (Splasc(h) 2004
- Gianluca Tagliazucchi Trio: Mr.88 – feat. Lee Konitz (Splasc(h) 2004, mit Aldo Zunino, Alfred Kramer)
- Gianluca Tagliazucchi Octet: Nuances (Splasc(h) 2006, mit Giampaolo Casati, Stefano Calcagno, Stefano Riggi, Roberto Moretti, Aldo Zunino, Alfred Kramer, sowie Stefania Scarinzi)
- Torino Jazz Orchestra: Ow! In Honour of Gianni Basso (TCB Records 1011)
- Gianluca Tagliazucchi Quintet: About the Duke (Ultrasoundrecords 2014)